# Teboho Mokoena (football, 1974)
Cet article concerne le footballeur né en 1974. Pour le footballeur né en 1997, voir Teboho Mokoena (football, 1997).
Teboho Mokoena, né le 10 juillet 1974 à Thokoza, est un ancien footballeur international sud-africain, qui jouait au poste de milieu offensif.